# Tenny Svensson
Tenny Svensson (Enslöv, 21 settembre 1952) è un ex tennista svedese.

## Carriera
Nei tornei del Grande Slam ha ottenuto il suo miglior risultato raggiungendo i quarti di finale di doppio agli US Open nel 1975, in coppia con lo statunitense Armistead Neely.
In Coppa Davis ha disputato un totale di 3 partite, ottenendo una vittoria e 2 sconfitte.